# Beech Mountain (Karolina Północna)
Beech Mountain – miasto w Stanach Zjednoczonych, w stanie Karolina Północna, w hrabstwie Watauga.